# Handball-Europameisterschaft der Männer 2020
Die 14. Handball-Europameisterschaft der Männer wurde vom 9. bis zum 26. Januar 2020 in Norwegen, Österreich und Schweden ausgetragen. Zehn Jahre nach der Europameisterschaft 2010 war der Österreichische Handballbund damit wieder Gastgeber einer internationalen Handballgroßveranstaltung. Europameister wurde Spanien, das seinen Titel aus dem Jahr 2018 durch einen 22:20-Finalsieg über Kroatien verteidigen konnte.

## Ausrichter

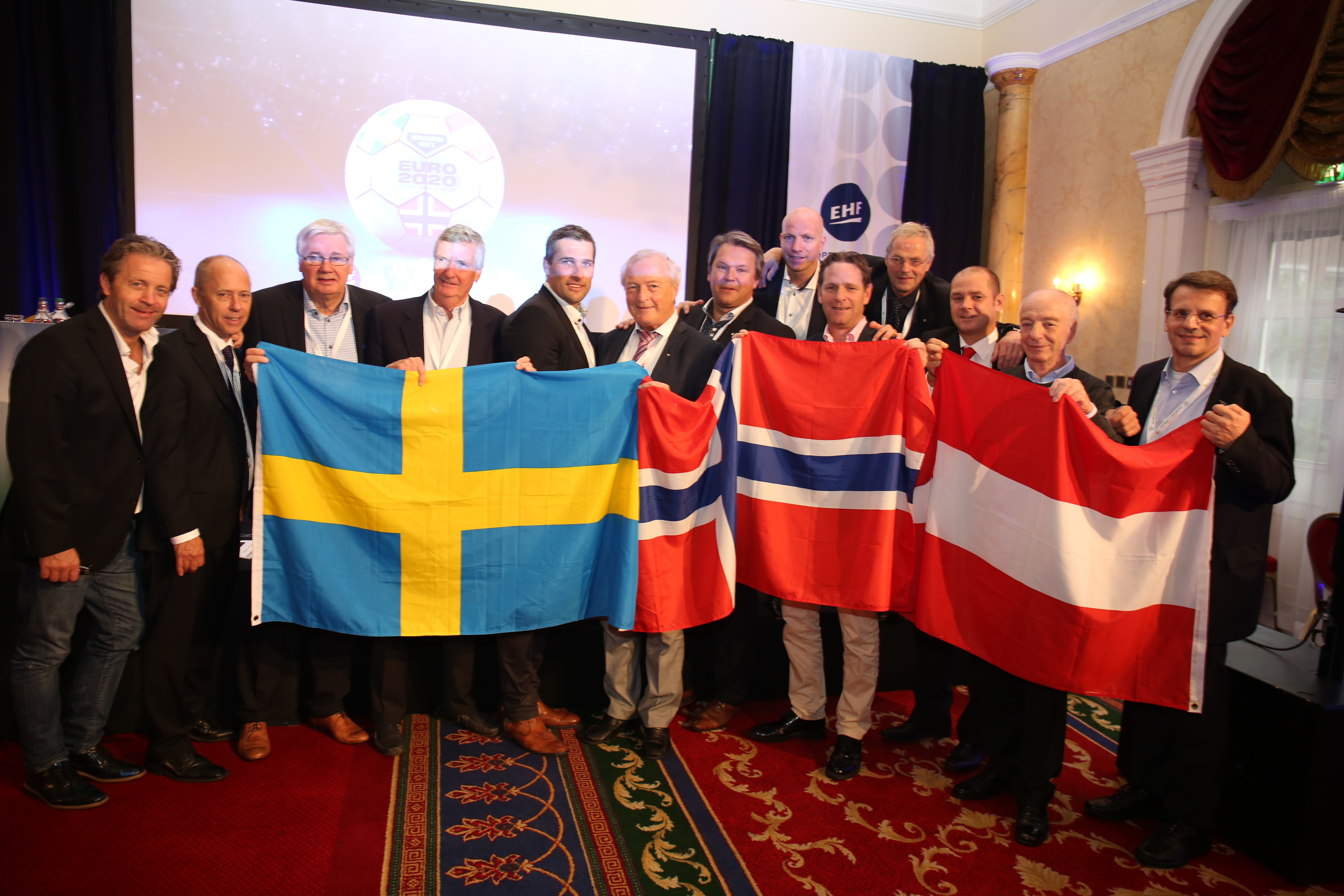
Vergabe der Europameisterschaft 2020 in Dublin

Der Kongress der Europäischen Handballföderation (EHF) vergab die Veranstaltung während seiner Sitzung am 20. September 2014 in Dublin, Irland. Zum ersten Mal in der Geschichte wurde eine Handball-Europameisterschaft in drei Ländern ausgetragen. Ursprünglich bewarben sich Österreich, Schweden und Norwegen noch als Einzelveranstalter, schlossen sich dann aber aus organisatorischen Gründen zusammen und verfolgten nun das gemeinsame Ziel, die Männer-EM 2020 auszurichten.
Aufgrund des Zusammenschlusses der drei Nationen trat bereits 2020 der neue Spielmodus mit der Aufstockung von 16 auf 24 Nationen in Kraft. Ursprünglich war dies erst für die Endrunde im Jahre 2022 vorgesehen.
Ursprünglich war die EM 2020 vom 10. bis zum 26. Januar angesetzt, doch die EHF veränderte den Zeitrahmen der kontinentalen Titelkämpfe im September 2018.

## Teilnehmende Nationen
Österreich, Schweden und Norwegen waren als Veranstalter bereits fix für die Europameisterschaft 2020 qualifiziert. Die restlichen Nationen wurden während der EM-Qualifikationsphase in der Saison 2018/19 ermittelt.
Folgende Mannschaften (24) nahmen an der Endrunde teil:
| Land                    | Qualifiziert als   | Datum der Qualifikation | Bisherige Teilnahmen an Europameisterschaften                               | Titel                  |
| ----------------------- | ------------------ | ----------------------- | --------------------------------------------------------------------------- | ---------------------- |
| Schweden                | Gastgeber          | 20. Sep. 2014           | 12 (1994, 1996, 1998, 2000, 2002, 2004, 2008, 2010, 2012, 2014, 2016, 2018) | 1994, 1998, 2000, 2002 |
| Norwegen                | Gastgeber          | 20. Sep. 2014           | 8 (2000, 2006, 2008, 2010, 2012, 2014, 2016, 2018)                          |                        |
| Österreich              | Gastgeber          | 20. Sep. 2014           | 3 (2010, 2014, 2018)                                                        |                        |
| Spanien                 | Europameister 2018 | 28. Jan. 2018           | 13 (alle von 1994 bis 2018)                                                 | 2018                   |
| Deutschland             | Gruppensieger      | 14. Apr. 2019           | 12 (1994, 1996, 1998, 2000, 2002, 2004, 2006, 2008, 2010, 2012, 2016, 2018) | 2004, 2016             |
| Slowenien               | Gruppensieger      | 14. Apr. 2019           | 9 (2000, 2002, 2004, 2006, 2008, 2010, 2012, 2016, 2018)                    |                        |
| Kroatien                | Gruppensieger      | 14. Apr. 2019           | 13 (alle von 1994 bis 2018)                                                 |                        |
| Lettland                | Gruppenzweiter     | 12. Juni 2019           |                                                                             |                        |
| Nordmazedonien          | Gruppensieger      | 12. Juni 2019           | 5 (1998, 2012, 2014, 2016, 2018)                                            |                        |
| Dänemark                | Gruppensieger      | 12. Juni 2019           | 13 (alle von 1994 bis 2018)                                                 | 2008, 2012             |
| Ungarn                  | Gruppensieger      | 12. Juni 2019           | 11 (1994, 1996, 1998, 2004, 2006, 2008, 2010, 2012, 2014, 2016, 2018)       |                        |
| Frankreich              | Gruppensieger      | 13. Juni 2019           | 13 (alle von 1994 bis 2018)                                                 | 2006, 2010, 2014       |
| Portugal                | Gruppenzweiter     | 13. Juni 2019           | 5 (1994, 2000, 2002, 2004, 2006)                                            |                        |
| Russland                | Gruppenzweiter     | 13. Juni 2019           | 12 (1994, 1996, 1998, 2000, 2002, 2004, 2006, 2008, 2010, 2012, 2014, 2016) | 1996                   |
| Polen                   | Gruppenzweiter     | 16. Juni 2019           | 8 (2002, 2004, 2006, 2008, 2010, 2012, 2014, 2016)                          |                        |
| Schweiz                 | Gruppenzweiter     | 16. Juni 2019           | 3 (2002, 2004, 2006)                                                        |                        |
| Serbien                 | Gruppendritter     | 16. Juni 2019           | 5 (2010, 2012, 2014, 2016, 2018)                                            |                        |
| Island                  | Gruppenzweiter     | 16. Juni 2019           | 10 (2000, 2002, 2004, 2006, 2008, 2010, 2012, 2014, 2016, 2018)             |                        |
| Niederlande             | Gruppendritter     | 16. Juni 2019           |                                                                             |                        |
| Belarus                 | Gruppensieger      | 16. Juni 2019           | 5 (2008, 2014, 2016, 2018)                                                  |                        |
| Tschechien              | Gruppenzweiter     | 16. Juni 2019           | 9 (1996, 1998, 2002, 2004, 2008, 2010, 2012, 2014, 2018)                    |                        |
| Bosnien und Herzegowina | Gruppendritter     | 16. Juni 2019           |                                                                             |                        |
| Montenegro              | Gruppenzweiter     | 16. Juni 2019           | 3 (2008, 2014, 2016)                                                        |                        |
| Ukraine                 | Gruppendritter     | 16. Juni 2019           | 5 (2000, 2002, 2004, 2006, 2010)                                            |                        |

## Kader
Am 6. Dezember 2019 veröffentlichte die Europäische Handballföderation die maximal 28 Spieler umfassenden vorläufigen Aufgebote aller Teilnehmer. Dieser Kader musste zum Turnierbeginn auf 16 Spieler reduziert werden. Daraus wurden die Spieler für jedes Spiel nominiert. Während der Vorrunde, der Hauptrunde und der Finalrunde durften je zwei Spieler gegen solche aus dem vorläufigen Kader ausgetauscht werden, also maximal sechs Wechselmöglichkeiten. Ein ausgetauschter Spieler durfte später wieder zurückgetauscht werden.

## Gruppenauslosung
Die Auslosung der Vorrundengruppen fand am 28. Juni 2019 in Wien statt. Die vierundzwanzig qualifizierten Mannschaften wurden vor der Auslosung entsprechend ihrem Abschneiden in der Qualifikation auf vier Töpfe verteilt. Zudem ordnete der Gastgeberverband den sechs Gruppen und ihren Gastgeberstätten je eine Mannschaft zu, wobei gemäß Reglement das zu erwartende Zuschauerinteresse berücksichtigt wurde.
| Gruppentopf 1 | Spanien    | Schweden  | Frankreich  | Dänemark       | Kroatien                | Tschechien  |
| Gruppentopf 2 | Norwegen   | Slowenien | Deutschland | Nordmazedonien | Ungarn                  | Belarus     |
| Gruppentopf 3 | Österreich | Island    | Montenegro  | Portugal       | Schweiz                 | Lettland    |
| Gruppentopf 4 | Polen      | Russland  | Serbien     | Ukraine        | Bosnien und Herzegowina | Niederlande |

Die sechs für je eine Gruppe gesetzten Mannschaften:
- Kroatien in Gruppe A in Graz
- Österreich in Gruppe B in Wien
- Deutschland in Gruppe C in Trondheim
- Norwegen in Gruppe D in Trondheim
- Dänemark in Gruppe E in Malmö
- Schweden in Gruppe F in Göteborg

Die Auslosung ergab nach Zuordnung der restlichen Mannschaften folgende Gruppen:
| Gruppe A Graz      | Gruppe B Wien        | Gruppe C Trondheim    | Gruppe D Trondheim      | Gruppe E Malmö     | Gruppe F Göteborg  |
| ------------------ | -------------------- | --------------------- | ----------------------- | ------------------ | ------------------ |
| Kroatien (gesetzt) | Tschechien           | Spanien               | Frankreich              | Dänemark (gesetzt) | Schweden (gesetzt) |
| Belarus            | Nordmazedonien       | Deutschland (gesetzt) | Norwegen (gesetzt)      | Ungarn             | Slowenien          |
| Montenegro         | Österreich (gesetzt) | Lettland              | Portugal                | Island             | Schweiz            |
| Serbien            | Ukraine              | Niederlande           | Bosnien und Herzegowina | Russland           | Polen              |

## Austragungsorte
In Österreich, Schweden und Norwegen wurden jeweils zwei Vorrundengruppen gespielt. Zudem organisierten Österreich und Schweden noch je eine Hauptgruppe. Das Finalwochenende mit Semifinale und Finale fand in Schweden statt.
| Graz |

| Wien |

| Göteborg |

| Malmö |

| Stockholm |

| Trondheim |

| Graz |

| Wien |

| Göteborg |

| Malmö |

| Stockholm |

| Trondheim |

### Vorrunde
| Gruppe A | Österreich – Graz Messe Arena     |
| Gruppe B | Österreich – Wiener Stadthalle    |
| Gruppe C | Norwegen – Trondheim Spektrum     |
| Gruppe D | Norwegen – Trondheim Spektrum     |
| Gruppe E | Schweden – Malmö Arena            |
| Gruppe F | Schweden – Scandinavium, Göteborg |

Die Vorrundenspiele bestritten Österreich in Wien, Norwegen in Trondheim (Gruppe D) und Schweden in Göteborg, sowie Kroatien in Graz, Deutschland in Trondheim (Gruppe C) und Dänemark in Malmö.

### Hauptrunde
| Gruppe I  | Österreich – Wiener Stadthalle |
| Gruppe II | Schweden – Malmö Arena         |

### Finale und Platzierungsspiele
| Schweden – Tele2 Arena, Stockholm |

## Vorrunde

### Gruppe A
| Pl. | Land       | Sp. | S | U | N | Tore    | Diff. | Punkte |
| --- | ---------- | --- | - | - | - | ------- | ----- | ------ |
| 1.  | Kroatien   | 3   | 3 | 0 | 0 | 082:650 | +17   | 6      |
| 2.  | Belarus    | 3   | 2 | 0 | 1 | 094:880 | +6    | 4      |
| 3.  | Montenegro | 3   | 1 | 0 | 2 | 070:840 | −14   | 2      |
| 4.  | Serbien    | 3   | 0 | 0 | 3 | 072:810 | −9    | 0      |

| 9. Januar 2020 18:15 Uhr | Belarus                 | 35:30                          | Serbien                    | Graz Messe Arena, Graz Zuschauer: 3.806 Schiedsrichter: Santos/Fonseca |
| 9. Januar 2020 18:15 Uhr | meiste Tore: Karaljok 9 | (16:15)                        | meiste Tore: Radivojević 6 | Graz Messe Arena, Graz Zuschauer: 3.806 Schiedsrichter: Santos/Fonseca |
| 9. Januar 2020 18:15 Uhr | Strafen: 1× 9×          | Spielbericht \| Spielstatistik | Strafen: 2× 3×             | Graz Messe Arena, Graz Zuschauer: 3.806 Schiedsrichter: Santos/Fonseca |

| 9. Januar 2020 20:30 Uhr | Kroatien               | 27:21                          | Montenegro             | Graz Messe Arena, Graz Zuschauer: 5.630 Schiedsrichter: Brunner/Salah |
| 9. Januar 2020 20:30 Uhr | meiste Tore: Cindrić 6 | (12:13)                        | meiste Tore: Grbović 6 | Graz Messe Arena, Graz Zuschauer: 5.630 Schiedsrichter: Brunner/Salah |
| 9. Januar 2020 20:30 Uhr | Strafen: 2×            | Spielbericht \| Spielstatistik | Strafen: 3× 7×         | Graz Messe Arena, Graz Zuschauer: 5.630 Schiedsrichter: Brunner/Salah |

| 11. Januar 2020 16:00 Uhr | Kroatien               | 31:23                          | Belarus                 | Graz Messe Arena, Graz Zuschauer: 6.000 Schiedsrichter: C. Bonaventura/J. Bonaventura |
| 11. Januar 2020 16:00 Uhr | meiste Tore: Karačić 6 | (15:10)                        | meiste Tore: Wajlupau 8 | Graz Messe Arena, Graz Zuschauer: 6.000 Schiedsrichter: C. Bonaventura/J. Bonaventura |
| 11. Januar 2020 16:00 Uhr | Strafen: 4×            | Spielbericht \| Spielstatistik | Strafen: 1× 5×          | Graz Messe Arena, Graz Zuschauer: 6.000 Schiedsrichter: C. Bonaventura/J. Bonaventura |

| 11. Januar 2020 18:15 Uhr | Montenegro             | 22:21                          | Serbien              | Graz Messe Arena, Graz Zuschauer: 5.500 Schiedsrichter: Kirkholm/Mortensen |
| 11. Januar 2020 18:15 Uhr | meiste Tore: Grbović 5 | (11:10)                        | meiste Tore: Kukić 6 | Graz Messe Arena, Graz Zuschauer: 5.500 Schiedsrichter: Kirkholm/Mortensen |
| 11. Januar 2020 18:15 Uhr | Strafen: 2× 7×         | Spielbericht \| Spielstatistik | Strafen: 1× 4×       | Graz Messe Arena, Graz Zuschauer: 5.500 Schiedsrichter: Kirkholm/Mortensen |

| 13. Januar 2020 18:15 Uhr | Montenegro              | 27:36                          | Belarus                 | Graz Messe Arena, Graz Zuschauer: 5.000 Schiedsrichter: Jørum/Kleven |
| 13. Januar 2020 18:15 Uhr | meiste Tore: Lipovina 5 | (11:17)                        | meiste Tore: Wajlupau 7 | Graz Messe Arena, Graz Zuschauer: 5.000 Schiedsrichter: Jørum/Kleven |
| 13. Januar 2020 18:15 Uhr | Strafen: 1× 2×          | Spielbericht \| Spielstatistik | Strafen: 1× 3×          | Graz Messe Arena, Graz Zuschauer: 5.000 Schiedsrichter: Jørum/Kleven |

| 13. Januar 2020 20:30 Uhr | Serbien                              | 21:24                          | Kroatien                             | Graz Messe Arena, Graz Zuschauer: 6.500 Schiedsrichter: Kurtagic/Wetterwik |
| 13. Januar 2020 20:30 Uhr | meiste Tore: Radivojević, Kukić je 4 | (10:8)                         | meiste Tore: Duvnjak, Stepančić je 5 | Graz Messe Arena, Graz Zuschauer: 6.500 Schiedsrichter: Kurtagic/Wetterwik |
| 13. Januar 2020 20:30 Uhr | Strafen: 4×                          | Spielbericht \| Spielstatistik | Strafen: 2× 5×                       | Graz Messe Arena, Graz Zuschauer: 6.500 Schiedsrichter: Kurtagic/Wetterwik |

### Gruppe B
| Pl. | Land           | Sp. | S | U | N | Tore    | Diff. | Punkte |
| --- | -------------- | --- | - | - | - | ------- | ----- | ------ |
| 1.  | Österreich     | 3   | 3 | 0 | 0 | 098:870 | +11   | 6      |
| 2.  | Tschechien     | 3   | 2 | 0 | 1 | 079:760 | +3    | 4      |
| 3.  | Nordmazedonien | 3   | 1 | 0 | 2 | 079:840 | −5    | 2      |
| 4.  | Ukraine        | 3   | 0 | 0 | 3 | 074:830 | −9    | 0      |

| 10. Januar 2020 18:15 Uhr | Tschechien            | 29:32                          | Österreich            | Wiener Stadthalle, Wien Zuschauer: 7.070 Schiedsrichter: Elíasson/Pálsson |
| 10. Januar 2020 18:15 Uhr | meiste Tore: Hrstka 6 | (14:13)                        | meiste Tore: Bilyk 12 | Wiener Stadthalle, Wien Zuschauer: 7.070 Schiedsrichter: Elíasson/Pálsson |
| 10. Januar 2020 18:15 Uhr | Strafen: 3×           | Spielbericht \| Spielstatistik | Strafen: 1× 5×        | Wiener Stadthalle, Wien Zuschauer: 7.070 Schiedsrichter: Elíasson/Pálsson |

| 10. Januar 2020 20:30 Uhr | Nordmazedonien         | 26:25                          | Ukraine                    | Wiener Stadthalle, Wien Zuschauer: 7.070 Schiedsrichter: Jørum/Kleven |
| 10. Januar 2020 20:30 Uhr | meiste Tore: Lazarov 8 | (13:10)                        | meiste Tore: Ostrouschko 5 | Wiener Stadthalle, Wien Zuschauer: 7.070 Schiedsrichter: Jørum/Kleven |
| 10. Januar 2020 20:30 Uhr | Strafen: 1× 3×         | Spielbericht \| Spielstatistik | Strafen: 1× 7×             | Wiener Stadthalle, Wien Zuschauer: 7.070 Schiedsrichter: Jørum/Kleven |

| 12. Januar 2020 16:00 Uhr | Tschechien              | 27:25                          | Nordmazedonien          | Wiener Stadthalle, Wien Zuschauer: 6.642 Schiedsrichter: Kurtagic/Wetterwik |
| 12. Januar 2020 16:00 Uhr | meiste Tore: Kašpárek 7 | (9:11)                         | meiste Tore: Lazarov 11 | Wiener Stadthalle, Wien Zuschauer: 6.642 Schiedsrichter: Kurtagic/Wetterwik |
| 12. Januar 2020 16:00 Uhr | Strafen: 1× 6×          | Spielbericht \| Spielstatistik | Strafen: 1× 3×          | Wiener Stadthalle, Wien Zuschauer: 6.642 Schiedsrichter: Kurtagic/Wetterwik |

| 12. Januar 2020 18:15 Uhr | Österreich            | 34:30                          | Ukraine                     | Wiener Stadthalle, Wien Zuschauer: 7.078 Schiedsrichter: Bonaventura/Bonaventura |
| 12. Januar 2020 18:15 Uhr | meiste Tore: Bilyk 10 | (18:17)                        | meiste Tore: Kosakewytsch 7 | Wiener Stadthalle, Wien Zuschauer: 7.078 Schiedsrichter: Bonaventura/Bonaventura |
| 12. Januar 2020 18:15 Uhr | Strafen: 1× 3×        | Spielbericht \| Spielstatistik | Strafen: 4×                 | Wiener Stadthalle, Wien Zuschauer: 7.078 Schiedsrichter: Bonaventura/Bonaventura |

| 14. Januar 2020 18:15 Uhr | Österreich           | 32:28                          | Nordmazedonien         | Wiener Stadthalle, Wien Zuschauer: 7.623 Schiedsrichter: Lah/Sok |
| 14. Januar 2020 18:15 Uhr | meiste Tore: Weber 7 | (18:12)                        | meiste Tore: Stoilov 5 | Wiener Stadthalle, Wien Zuschauer: 7.623 Schiedsrichter: Lah/Sok |
| 14. Januar 2020 18:15 Uhr | Strafen: 2× 4×       | Spielbericht \| Spielstatistik | Strafen: 3×            | Wiener Stadthalle, Wien Zuschauer: 7.623 Schiedsrichter: Lah/Sok |

| 14. Januar 2020 20:30 Uhr | Ukraine                     | 19:23                          | Tschechien           | Wiener Stadthalle, Wien Zuschauer: 4.097 Schiedsrichter: Santos/Fonseca |
| 14. Januar 2020 20:30 Uhr | meiste Tore: Kosakewytsch 4 | (10:9)                         | meiste Tore: Babák 6 | Wiener Stadthalle, Wien Zuschauer: 4.097 Schiedsrichter: Santos/Fonseca |
| 14. Januar 2020 20:30 Uhr | Strafen: 1× 5×              | Spielbericht \| Spielstatistik | Strafen: 1× 3×       | Wiener Stadthalle, Wien Zuschauer: 4.097 Schiedsrichter: Santos/Fonseca |

### Gruppe C
| Pl. | Land        | Sp. | S | U | N | Tore     | Diff. | Punkte |
| --- | ----------- | --- | - | - | - | -------- | ----- | ------ |
| 1.  | Spanien     | 3   | 3 | 0 | 0 | 0102:730 | +29   | 6      |
| 2.  | Deutschland | 3   | 2 | 0 | 1 | 088:830  | +5    | 4      |
| 3.  | Niederlande | 3   | 1 | 0 | 2 | 080:940  | −14   | 2      |
| 4.  | Lettland    | 3   | 0 | 0 | 3 | 073:930  | −20   | 0      |

| 9. Januar 2020 18:15 Uhr | Deutschland                          | 34:23                          | Niederlande          | Trondheim Spektrum, Trondheim Zuschauer: 4.057 Schiedsrichter: Lah/Sok |
| 9. Januar 2020 18:15 Uhr | meiste Tore: Häfner, Kohlbacher je 5 | (15:13)                        | meiste Tore: Smits 7 | Trondheim Spektrum, Trondheim Zuschauer: 4.057 Schiedsrichter: Lah/Sok |
| 9. Januar 2020 18:15 Uhr | Strafen: 2× 5× 1×                    | Spielbericht \| Spielstatistik | Strafen: 2× 4×       | Trondheim Spektrum, Trondheim Zuschauer: 4.057 Schiedsrichter: Lah/Sok |

| 9. Januar 2020 20:30 Uhr | Spanien              | 33:22                          | Lettland                  | Trondheim Spektrum, Trondheim Zuschauer: 4.524 Schiedsrichter: Kirkholm/Mortensen |
| 9. Januar 2020 20:30 Uhr | meiste Tore: Pérez 5 | (14:11)                        | meiste Tore: Krištopāns 7 | Trondheim Spektrum, Trondheim Zuschauer: 4.524 Schiedsrichter: Kirkholm/Mortensen |
| 9. Januar 2020 20:30 Uhr | Strafen: 1× 2×       | Spielbericht \| Spielstatistik | Strafen: 1× 5×            | Trondheim Spektrum, Trondheim Zuschauer: 4.524 Schiedsrichter: Kirkholm/Mortensen |

| 11. Januar 2020 16:00 Uhr | Lettland                  | 24:32                          | Niederlande          | Trondheim Spektrum, Trondheim Zuschauer: 5.942 Schiedsrichter: Bad'ura/Ondogrecula |
| 11. Januar 2020 16:00 Uhr | meiste Tore: Krištopāns 7 | (10:16)                        | meiste Tore: Smits 7 | Trondheim Spektrum, Trondheim Zuschauer: 5.942 Schiedsrichter: Bad'ura/Ondogrecula |
| 11. Januar 2020 16:00 Uhr | Strafen: 1× 3×            | Spielbericht \| Spielstatistik | Strafen: 1× 5× 1×    | Trondheim Spektrum, Trondheim Zuschauer: 5.942 Schiedsrichter: Bad'ura/Ondogrecula |

| 11. Januar 2020 18:15 Uhr | Spanien                      | 33:26                          | Deutschland            | Trondheim Spektrum, Trondheim Zuschauer: 6.558 Schiedsrichter: Brunner/Salah |
| 11. Januar 2020 18:15 Uhr | meiste Tore: A. Dujshebaev 7 | (14:11)                        | meiste Tore: Pekeler 5 | Trondheim Spektrum, Trondheim Zuschauer: 6.558 Schiedsrichter: Brunner/Salah |
| 11. Januar 2020 18:15 Uhr | Strafen: 2× 4×               | Spielbericht \| Spielstatistik | Strafen: 2× 4×         | Trondheim Spektrum, Trondheim Zuschauer: 6.558 Schiedsrichter: Brunner/Salah |

| 13. Januar 2020 18:15 Uhr | Lettland                  | 27:28                          | Deutschland         | Trondheim Spektrum, Trondheim Zuschauer: 3.540 Schiedsrichter: Elíasson/Pálsson |
| 13. Januar 2020 18:15 Uhr | meiste Tore: Krištopāns 7 | (11:16)                        | meiste Tore: Kühn 8 | Trondheim Spektrum, Trondheim Zuschauer: 3.540 Schiedsrichter: Elíasson/Pálsson |
| 13. Januar 2020 18:15 Uhr | Strafen: 1× 6×            | Spielbericht \| Spielstatistik | Strafen: 2× 6×      | Trondheim Spektrum, Trondheim Zuschauer: 3.540 Schiedsrichter: Elíasson/Pálsson |

| 13. Januar 2020 20:30 Uhr | Niederlande          | 25:36                          | Spanien                | Trondheim Spektrum, Trondheim Zuschauer: 3.809 Schiedsrichter: Gatelis/Mažeika |
| 13. Januar 2020 20:30 Uhr | meiste Tore: Smits 8 | (13:17)                        | meiste Tore: Maqueda 6 | Trondheim Spektrum, Trondheim Zuschauer: 3.809 Schiedsrichter: Gatelis/Mažeika |
| 13. Januar 2020 20:30 Uhr | Strafen: 2× 8×       | Spielbericht \| Spielstatistik | Strafen: 2×            | Trondheim Spektrum, Trondheim Zuschauer: 3.809 Schiedsrichter: Gatelis/Mažeika |

### Gruppe D
| Pl. | Land                    | Sp. | S | U | N | Tore    | Diff. | Punkte |
| --- | ----------------------- | --- | - | - | - | ------- | ----- | ------ |
| 1.  | Norwegen                | 3   | 3 | 0 | 0 | 094:800 | +14   | 6      |
| 2.  | Portugal                | 3   | 2 | 0 | 1 | 083:830 | ±0    | 4      |
| 3.  | Frankreich              | 3   | 1 | 0 | 2 | 082:790 | +3    | 2      |
| 4.  | Bosnien und Herzegowina | 3   | 0 | 0 | 3 | 073:900 | −17   | 0      |

| 10. Januar 2020 18:15 Uhr | Frankreich         | 25:28                          | Portugal                  | Trondheim Spektrum, Trondheim Zuschauer: 7.507 Schiedsrichter: Sondors/Līcis |
| 10. Januar 2020 18:15 Uhr | meiste Tore: Mem 5 | (11:12)                        | meiste Tore: Branquinho 5 | Trondheim Spektrum, Trondheim Zuschauer: 7.507 Schiedsrichter: Sondors/Līcis |
| 10. Januar 2020 18:15 Uhr | Strafen: 2× 3×     | Spielbericht \| Spielstatistik | Strafen: 1× 4×            | Trondheim Spektrum, Trondheim Zuschauer: 7.507 Schiedsrichter: Sondors/Līcis |

| 10. Januar 2020 20:30 Uhr | Norwegen                | 32:26                          | Bosnien und Herzegowina | Trondheim Spektrum, Trondheim Zuschauer: 8.232 Schiedsrichter: Schulze/Tönnies |
| 10. Januar 2020 20:30 Uhr | meiste Tore: Sagosen 12 | (17:12)                        | meiste Tore: Prce 7     | Trondheim Spektrum, Trondheim Zuschauer: 8.232 Schiedsrichter: Schulze/Tönnies |
| 10. Januar 2020 20:30 Uhr | Strafen: 1× 4×          | Spielbericht \| Spielstatistik | Strafen: 1× 6×          | Trondheim Spektrum, Trondheim Zuschauer: 8.232 Schiedsrichter: Schulze/Tönnies |

| 12. Januar 2020 16:00 Uhr | Portugal                | 27:24                          | Bosnien und Herzegowina | Trondheim Spektrum, Trondheim Zuschauer: 7.936 Schiedsrichter: Gatelis/Mazeika |
| 12. Januar 2020 16:00 Uhr | meiste Tore: Portela 10 | (12:11)                        | meiste Tore: Prce 5     | Trondheim Spektrum, Trondheim Zuschauer: 7.936 Schiedsrichter: Gatelis/Mazeika |
| 12. Januar 2020 16:00 Uhr | Strafen: 1× 3×          | Spielbericht \| Spielstatistik | Strafen: 2× 4×          | Trondheim Spektrum, Trondheim Zuschauer: 7.936 Schiedsrichter: Gatelis/Mazeika |

| 12. Januar 2020 18:15 Uhr | Frankreich              | 26:28                          | Norwegen                | Trondheim Spektrum, Trondheim Zuschauer: 8.932 Schiedsrichter: Horáček/Novotny |
| 12. Januar 2020 18:15 Uhr | meiste Tore: Fabregas 8 | (15:14)                        | meiste Tore: Sagosen 10 | Trondheim Spektrum, Trondheim Zuschauer: 8.932 Schiedsrichter: Horáček/Novotny |
| 12. Januar 2020 18:15 Uhr | Strafen: 1× 5×          | Spielbericht \| Spielstatistik | Strafen: 3× 2×          | Trondheim Spektrum, Trondheim Zuschauer: 8.932 Schiedsrichter: Horáček/Novotny |

| 14. Januar 2020 18:15 Uhr | Bosnien und Herzegowina | 23:31                          | Frankreich           | Trondheim Spektrum, Trondheim Zuschauer: 7.937 Schiedsrichter: Jurinović/Mrvica |
| 14. Januar 2020 18:15 Uhr | meiste Tore: Panić 9    | (13:14)                        | meiste Tore: Porte 7 | Trondheim Spektrum, Trondheim Zuschauer: 7.937 Schiedsrichter: Jurinović/Mrvica |
| 14. Januar 2020 18:15 Uhr | Strafen: 4×             | Spielbericht \| Spielstatistik | Strafen: 2×          | Trondheim Spektrum, Trondheim Zuschauer: 7.937 Schiedsrichter: Jurinović/Mrvica |

| 14. Januar 2020 20:30 Uhr | Portugal             | 28:34                          | Norwegen              | Trondheim Spektrum, Trondheim Zuschauer: 9.069 Schiedsrichter: Baďura/Ondogrecula |
| 14. Januar 2020 20:30 Uhr | meiste Tore: Areia 5 | (14:16)                        | meiste Tore: Jøndal 7 | Trondheim Spektrum, Trondheim Zuschauer: 9.069 Schiedsrichter: Baďura/Ondogrecula |
| 14. Januar 2020 20:30 Uhr | Strafen: 2× 6×       | Spielbericht \| Spielstatistik | Strafen: 2× 5×        | Trondheim Spektrum, Trondheim Zuschauer: 9.069 Schiedsrichter: Baďura/Ondogrecula |

### Gruppe E
| Pl. | Land     | Sp. | S | U | N | Tore    | Diff. | Punkte |
| --- | -------- | --- | - | - | - | ------- | ----- | ------ |
| 1.  | Ungarn   | 3   | 2 | 1 | 0 | 074:670 | +7    | 5      |
| 2.  | Island   | 3   | 2 | 0 | 1 | 083:770 | +6    | 4      |
| 3.  | Dänemark | 3   | 1 | 1 | 1 | 085:830 | +2    | 3      |
| 4.  | Russland | 3   | 0 | 0 | 3 | 076:910 | −15   | 0      |

| 11. Januar 2020 16:00 Uhr | Ungarn                | 26:25                          | Russland                | Malmö Arena, Malmö Zuschauer: 9.202 Schiedsrichter: Jurinović/Mrvica |
| 11. Januar 2020 16:00 Uhr | meiste Tore: Balogh 7 | (14:13)                        | meiste Tore: Santalow 5 | Malmö Arena, Malmö Zuschauer: 9.202 Schiedsrichter: Jurinović/Mrvica |
| 11. Januar 2020 16:00 Uhr | Strafen: 2× 3×        | Spielbericht \| Spielstatistik | Strafen: 2×             | Malmö Arena, Malmö Zuschauer: 9.202 Schiedsrichter: Jurinović/Mrvica |

| 11. Januar 2020 18:15 Uhr | Dänemark                 | 30:31                          | Island                     | Malmö Arena, Malmö Zuschauer: 10.593 Schiedsrichter: Pavićević/Ražnatović |
| 11. Januar 2020 18:15 Uhr | meiste Tore: M. Hansen 9 | (15:15)                        | meiste Tore: Pálmarsson 10 | Malmö Arena, Malmö Zuschauer: 10.593 Schiedsrichter: Pavićević/Ražnatović |
| 11. Januar 2020 18:15 Uhr | Strafen: 1× 3× 1×        | Spielbericht \| Spielstatistik | Strafen: 2× 4×             | Malmö Arena, Malmö Zuschauer: 10.593 Schiedsrichter: Pavićević/Ražnatović |

| 13. Januar 2020 18:15 Uhr | Island                                           | 34:23                          | Russland                 | Malmö Arena, Malmö Zuschauer: 7.099 Schiedsrichter: Načevski/Nikolov |
| 13. Januar 2020 18:15 Uhr | meiste Tore: Elísson, Petersson, Guðjónsson je 6 | (18:11)                        | meiste Tore: Kalarasch 6 | Malmö Arena, Malmö Zuschauer: 7.099 Schiedsrichter: Načevski/Nikolov |
| 13. Januar 2020 18:15 Uhr | Strafen: 2× 4×                                   | Spielbericht \| Spielstatistik | Strafen: 3× 4×           | Malmö Arena, Malmö Zuschauer: 7.099 Schiedsrichter: Načevski/Nikolov |

| 13. Januar 2020 20:30 Uhr | Dänemark                | 24:24                          | Ungarn                | Malmö Arena, Malmö Zuschauer: 8.377 Schiedsrichter: Sondors/Līcis |
| 13. Januar 2020 20:30 Uhr | meiste Tore: Bramming 6 | (11:13)                        | meiste Tore: Balogh 7 | Malmö Arena, Malmö Zuschauer: 8.377 Schiedsrichter: Sondors/Līcis |
| 13. Januar 2020 20:30 Uhr | Strafen: 3× 2×          | Spielbericht \| Spielstatistik | Strafen: 3× 4×        | Malmö Arena, Malmö Zuschauer: 8.377 Schiedsrichter: Sondors/Līcis |

| 15. Januar 2020 18:15 Uhr | Island                                   | 18:24                          | Ungarn                 | Malmö Arena, Malmö Zuschauer: 7.587 Schiedsrichter: García/Marín |
| 15. Januar 2020 18:15 Uhr | meiste Tore: Sigurðsson, Pálmarsson je 4 | (12:9)                         | meiste Tore: Bánhidi 8 | Malmö Arena, Malmö Zuschauer: 7.587 Schiedsrichter: García/Marín |
| 15. Januar 2020 18:15 Uhr | Strafen: 1× 4×                           | Spielbericht \| Spielstatistik | Strafen: 2× 4×         | Malmö Arena, Malmö Zuschauer: 7.587 Schiedsrichter: García/Marín |

| 15. Januar 2020 20:30 Uhr | Russland              | 28:31                          | Dänemark                 | Malmö Arena, Malmö Zuschauer: 8.978 Schiedsrichter: Brkić/Jusufhodžić |
| 15. Januar 2020 20:30 Uhr | meiste Tore: Soroka 6 | (15:12)                        | meiste Tore: M. Hansen 7 | Malmö Arena, Malmö Zuschauer: 8.978 Schiedsrichter: Brkić/Jusufhodžić |
| 15. Januar 2020 20:30 Uhr | Strafen: 3×           | Spielbericht \| Spielstatistik | Strafen: 1× 2×           | Malmö Arena, Malmö Zuschauer: 8.978 Schiedsrichter: Brkić/Jusufhodžić |

### Gruppe F
| Pl. | Land      | Sp. | S | U | N | Tore    | Diff. | Punkte |
| --- | --------- | --- | - | - | - | ------- | ----- | ------ |
| 1.  | Slowenien | 3   | 3 | 0 | 0 | 076:670 | +9    | 6      |
| 2.  | Schweden  | 3   | 2 | 0 | 1 | 081:680 | +13   | 4      |
| 3.  | Schweiz   | 3   | 1 | 0 | 2 | 077:870 | −10   | 2      |
| 4.  | Polen     | 3   | 0 | 0 | 3 | 073:850 | −12   | 0      |

| 10. Januar 2020 18:15 Uhr | Slowenien                                | 26:23                          | Polen                 | Scandinavium, Göteborg Zuschauer: 7.276 Schiedsrichter: Horáček/Novotný |
| 10. Januar 2020 18:15 Uhr | meiste Tore: Blagotinšek, Mačkovšek je 5 | (13:11)                        | meiste Tore: Moryto 8 | Scandinavium, Göteborg Zuschauer: 7.276 Schiedsrichter: Horáček/Novotný |
| 10. Januar 2020 18:15 Uhr | Strafen: 1× 5×                           | Spielbericht \| Spielstatistik | Strafen: 5×           | Scandinavium, Göteborg Zuschauer: 7.276 Schiedsrichter: Horáček/Novotný |

| 10. Januar 2020 20:30 Uhr | Schweden                                       | 34:21                          | Schweiz               | Scandinavium, Göteborg Zuschauer: 11.644 Schiedsrichter: García/Marín |
| 10. Januar 2020 20:30 Uhr | meiste Tore: Tollbring, Nilsson, Du Rietz je 6 | (20:13)                        | meiste Tore: Schmid 4 | Scandinavium, Göteborg Zuschauer: 11.644 Schiedsrichter: García/Marín |
| 10. Januar 2020 20:30 Uhr | Strafen: 4×                                    | Spielbericht \| Spielstatistik | Strafen: 1×           | Scandinavium, Göteborg Zuschauer: 11.644 Schiedsrichter: García/Marín |

| 12. Januar 2020 16:00 Uhr | Schweiz                | 31:24                          | Polen                | Scandinavium, Göteborg Zuschauer: 8.061 Schiedsrichter: Brkić/Jusufhodžić |
| 12. Januar 2020 16:00 Uhr | meiste Tore: Schmid 15 | (14:12)                        | meiste Tore: Sićko 5 | Scandinavium, Göteborg Zuschauer: 8.061 Schiedsrichter: Brkić/Jusufhodžić |
| 12. Januar 2020 16:00 Uhr | Strafen: 2× 5×         | Spielbericht \| Spielstatistik | Strafen: 2× 4×       | Scandinavium, Göteborg Zuschauer: 8.061 Schiedsrichter: Brkić/Jusufhodžić |

| 12. Januar 2020 18:15 Uhr | Schweden                    | 19:21                          | Slowenien              | Scandinavium, Göteborg Zuschauer: 11.896 Schiedsrichter: Schulze/Tönnies |
| 12. Januar 2020 18:15 Uhr | meiste Tore: Gottfridsson 5 | (9:10)                         | meiste Tore: Dolenec 7 | Scandinavium, Göteborg Zuschauer: 11.896 Schiedsrichter: Schulze/Tönnies |
| 12. Januar 2020 18:15 Uhr | Strafen: 1× 5×              | Spielbericht \| Spielstatistik | Strafen: 2× 3×         | Scandinavium, Göteborg Zuschauer: 11.896 Schiedsrichter: Schulze/Tönnies |

| 14. Januar 2020 18:15 Uhr | Schweiz               | 25:29                          | Slowenien              | Scandinavium, Göteborg Zuschauer: 6.731 Schiedsrichter: Pavićević/Ražnatović |
| 14. Januar 2020 18:15 Uhr | meiste Tore: Schmid 8 | (10:16)                        | meiste Tore: Zarabec 6 | Scandinavium, Göteborg Zuschauer: 6.731 Schiedsrichter: Pavićević/Ražnatović |
| 14. Januar 2020 18:15 Uhr | Strafen: 2× 3×        | Spielbericht \| Spielstatistik | Strafen: 2×            | Scandinavium, Göteborg Zuschauer: 6.731 Schiedsrichter: Pavićević/Ražnatović |

| 14. Januar 2020 20:30 Uhr | Polen                | 26:28                          | Schweden                                                      | Scandinavium, Göteborg Zuschauer: 11.061 Schiedsrichter: Načevski/Nikolov |
| 14. Januar 2020 20:30 Uhr | meiste Tore: Sićko 8 | (13:14)                        | meiste Tore: Pettersson, Gottfridsson, Nilsson, Du Rietz je 5 | Scandinavium, Göteborg Zuschauer: 11.061 Schiedsrichter: Načevski/Nikolov |
| 14. Januar 2020 20:30 Uhr | Strafen: 2× 3×       | Spielbericht \| Spielstatistik | Strafen: 2× 3×                                                | Scandinavium, Göteborg Zuschauer: 11.061 Schiedsrichter: Načevski/Nikolov |

## Hauptrunde
| Farbe | Bedeutung                                           |
| ----- | --------------------------------------------------- |
|       | Tabellenplatz qualifiziert für das Halbfinale       |
|       | Tabellenplatz qualifiziert für das Spiel um Platz 5 |
|       | Mannschaft ist ausgeschieden                        |

### Gruppe I
| Pl. | Land        | Sp. | S | U | N | Tore      | Diff. | Punkte |
| --- | ----------- | --- | - | - | - | --------- | ----- | ------ |
| 1.  | Spanien     | 5   | 4 | 1 | 0 | 0153:1270 | +26   | 9      |
| 2.  | Kroatien    | 5   | 4 | 1 | 0 | 0127:1130 | +14   | 9      |
| 3.  | Deutschland | 5   | 3 | 0 | 2 | 0141:1250 | +16   | 6      |
| 4.  | Österreich  | 5   | 1 | 1 | 3 | 0139:1560 | −17   | 3      |
| 5.  | Belarus     | 5   | 1 | 1 | 3 | 0138:1600 | −22   | 3      |
| 6.  | Tschechien  | 5   | 0 | 0 | 5 | 0122:1390 | −17   | 0      |

| 16. Januar 2020 16:00 Uhr | Spanien                                | 31:25                          | Tschechien              | Wiener Stadthalle, Wien Zuschauer: 3.986 Schiedsrichter: Brunner/Salah |
| 16. Januar 2020 16:00 Uhr | meiste Tore: A. Dujshebaev, Pérez je 5 | (14:9)                         | meiste Tore: Zdráhala 8 | Wiener Stadthalle, Wien Zuschauer: 3.986 Schiedsrichter: Brunner/Salah |
| 16. Januar 2020 16:00 Uhr | Strafen: 1× 4×                         | Spielbericht \| Spielstatistik | Strafen: 2× 6×          | Wiener Stadthalle, Wien Zuschauer: 3.986 Schiedsrichter: Brunner/Salah |

| 16. Januar 2020 18:15 Uhr | Kroatien              | 27:23                          | Österreich           | Wiener Stadthalle, Wien Zuschauer: 8.217 Schiedsrichter: Pichon/Reveret |
| 16. Januar 2020 18:15 Uhr | meiste Tore: Horvat 6 | (13:8)                         | meiste Tore: Weber 6 | Wiener Stadthalle, Wien Zuschauer: 8.217 Schiedsrichter: Pichon/Reveret |
| 16. Januar 2020 18:15 Uhr | Strafen: 1×           | Spielbericht \| Spielstatistik | Strafen: 1× 5×       | Wiener Stadthalle, Wien Zuschauer: 8.217 Schiedsrichter: Pichon/Reveret |

| 16. Januar 2020 20:30 Uhr | Belarus                | 23:31                          | Deutschland              | Wiener Stadthalle, Wien Zuschauer: 5.267 Schiedsrichter: Kurtagic/Wetterwik |
| 16. Januar 2020 20:30 Uhr | meiste Tore: Kulesch 6 | (11:18)                        | meiste Tore: Kastening 6 | Wiener Stadthalle, Wien Zuschauer: 5.267 Schiedsrichter: Kurtagic/Wetterwik |
| 16. Januar 2020 20:30 Uhr | Strafen: 1× 4×         | Spielbericht \| Spielstatistik | Strafen: 1× 5×           | Wiener Stadthalle, Wien Zuschauer: 5.267 Schiedsrichter: Kurtagic/Wetterwik |

| 18. Januar 2020 16:00 Uhr | Belarus                 | 28:25                          | Tschechien              | Wiener Stadthalle, Wien Zuschauer: 6.007 Schiedsrichter: Gatelis/Mažeika |
| 18. Januar 2020 16:00 Uhr | meiste Tore: Wajlupau 6 | (13:11)                        | meiste Tore: Zdráhala 7 | Wiener Stadthalle, Wien Zuschauer: 6.007 Schiedsrichter: Gatelis/Mažeika |
| 18. Januar 2020 16:00 Uhr | Strafen: 2× 5×          | Spielbericht \| Spielstatistik | Strafen: 1× 6×          | Wiener Stadthalle, Wien Zuschauer: 6.007 Schiedsrichter: Gatelis/Mažeika |

| 18. Januar 2020 18:15 Uhr | Spanien                | 30:26                          | Österreich             | Wiener Stadthalle, Wien Zuschauer: 9.232 Schiedsrichter: Gjeding/Hansen |
| 18. Januar 2020 18:15 Uhr | meiste Tore: Maqueda 6 | (17:16)                        | meiste Tore: Božović 5 | Wiener Stadthalle, Wien Zuschauer: 9.232 Schiedsrichter: Gjeding/Hansen |
| 18. Januar 2020 18:15 Uhr | Strafen: 3×            | Spielbericht \| Spielstatistik | Strafen: 1× 2× 1×      | Wiener Stadthalle, Wien Zuschauer: 9.232 Schiedsrichter: Gjeding/Hansen |

| 18. Januar 2020 20:30 Uhr | Kroatien               | 25:24                          | Deutschland                                               | Wiener Stadthalle, Wien Zuschauer: 9.307 Schiedsrichter: Santos/Fonseca |
| 18. Januar 2020 20:30 Uhr | meiste Tore: Karačić 7 | (11:14)                        | meiste Tore: Gensheimer, Reichmann, Weber, Kastening je 4 | Wiener Stadthalle, Wien Zuschauer: 9.307 Schiedsrichter: Santos/Fonseca |
| 18. Januar 2020 20:30 Uhr | Strafen: 2× 4×         | Spielbericht \| Spielstatistik | Strafen: 2× 8×                                            | Wiener Stadthalle, Wien Zuschauer: 9.307 Schiedsrichter: Santos/Fonseca |

| 20. Januar 2020 16:00 Uhr | Kroatien             | 22:21                          | Tschechien              | Wiener Stadthalle, Wien Zuschauer: 6.862 Schiedsrichter: Kurtagic / Wetterwik |
| 20. Januar 2020 16:00 Uhr | meiste Tore: Mamić 5 | (11:9)                         | meiste Tore: Zdráhala 7 | Wiener Stadthalle, Wien Zuschauer: 6.862 Schiedsrichter: Kurtagic / Wetterwik |
| 20. Januar 2020 16:00 Uhr | Strafen: 1× 4×       | Spielbericht \| Spielstatistik | Strafen: 1× 3×          | Wiener Stadthalle, Wien Zuschauer: 6.862 Schiedsrichter: Kurtagic / Wetterwik |

| 20. Januar 2020 18:15 Uhr | Belarus                 | 28:37                          | Spanien                       | Wiener Stadthalle, Wien Zuschauer: 6.149 Schiedsrichter: Santos / Fonseca |
| 20. Januar 2020 18:15 Uhr | meiste Tore: Wajlupau 8 | (16:17)                        | meiste Tore: Solé, Pérez je 7 | Wiener Stadthalle, Wien Zuschauer: 6.149 Schiedsrichter: Santos / Fonseca |
| 20. Januar 2020 18:15 Uhr | Strafen: 1× 5×          | Spielbericht \| Spielstatistik | Strafen: 1× 3×                | Wiener Stadthalle, Wien Zuschauer: 6.149 Schiedsrichter: Santos / Fonseca |

| 20. Januar 2020 20:30 Uhr | Österreich           | 22:34                          | Deutschland              | Wiener Stadthalle, Wien Zuschauer: 9.037 Schiedsrichter: Nikolov / Načevski |
| 20. Januar 2020 20:30 Uhr | meiste Tore: Bilyk 5 | (13:16)                        | meiste Tore: Kastening 6 | Wiener Stadthalle, Wien Zuschauer: 9.037 Schiedsrichter: Nikolov / Načevski |
| 20. Januar 2020 20:30 Uhr | Strafen: 2× 4×       | Spielbericht \| Spielstatistik | Strafen: 2×              | Wiener Stadthalle, Wien Zuschauer: 9.037 Schiedsrichter: Nikolov / Načevski |

| 22. Januar 2020 16:00 Uhr | Kroatien                | 22:22                          | Spanien                      | Wiener Stadthalle, Wien Zuschauer: 7.891 Schiedsrichter: Gatelis/Mažeika |
| 22. Januar 2020 16:00 Uhr | meiste Tore: Karačić 10 | (11:12)                        | meiste Tore: A. Dujshebaev 6 | Wiener Stadthalle, Wien Zuschauer: 7.891 Schiedsrichter: Gatelis/Mažeika |
| 22. Januar 2020 16:00 Uhr | Strafen: 4×             | Spielbericht \| Spielstatistik | Strafen: 5×                  | Wiener Stadthalle, Wien Zuschauer: 7.891 Schiedsrichter: Gatelis/Mažeika |

| 22. Januar 2020 18:15 Uhr | Belarus                  | 36:36                          | Österreich           | Wiener Stadthalle, Wien Zuschauer: 6.897 Schiedsrichter: Brunner/Salah |
| 22. Januar 2020 18:15 Uhr | meiste Tore: Wajlupau 12 | (19:17)                        | meiste Tore: Bilyk 7 | Wiener Stadthalle, Wien Zuschauer: 6.897 Schiedsrichter: Brunner/Salah |
| 22. Januar 2020 18:15 Uhr | Strafen: 3×              | Spielbericht \| Spielstatistik | Strafen: 1× 4×       | Wiener Stadthalle, Wien Zuschauer: 6.897 Schiedsrichter: Brunner/Salah |

| 22. Januar 2020 20:30 Uhr | Tschechien           | 22:26                          | Deutschland          | Wiener Stadthalle, Wien Zuschauer: 5.000 Schiedsrichter: Pavićević/Raznatovic |
| 22. Januar 2020 20:30 Uhr | meiste Tore: Babák 5 | (10:13)                        | meiste Tore: Weber 5 | Wiener Stadthalle, Wien Zuschauer: 5.000 Schiedsrichter: Pavićević/Raznatovic |
| 22. Januar 2020 20:30 Uhr | Strafen: 1× 8×       | Spielbericht \| Spielstatistik | Strafen: 1× 6×       | Wiener Stadthalle, Wien Zuschauer: 5.000 Schiedsrichter: Pavićević/Raznatovic |

### Gruppe II
| Pl. | Land      | Sp. | S | U | N | Tore      | Diff. | Punkte |
| --- | --------- | --- | - | - | - | --------- | ----- | ------ |
| 1.  | Norwegen  | 5   | 5 | 0 | 0 | 0157:1350 | +22   | 10     |
| 2.  | Slowenien | 5   | 3 | 0 | 2 | 0138:1320 | +6    | 6      |
| 3.  | Portugal  | 5   | 2 | 0 | 3 | 0146:1420 | +4    | 4      |
| 4.  | Schweden  | 5   | 2 | 0 | 3 | 0120:1220 | −2    | 4      |
| 5.  | Ungarn    | 5   | 2 | 0 | 3 | 0126:1400 | −14   | 4      |
| 6.  | Island    | 5   | 1 | 0 | 4 | 0126:1420 | −16   | 2      |

| 17. Januar 2020 16:00 Uhr | Slowenien             | 30:27                          | Island                 | Malmö Arena, Malmö Zuschauer: 6.026 Schiedsrichter: Načevski/Nikolov |
| 17. Januar 2020 16:00 Uhr | meiste Tore: Bombač 9 | (15:14)                        | meiste Tore: Elísson 6 | Malmö Arena, Malmö Zuschauer: 6.026 Schiedsrichter: Načevski/Nikolov |
| 17. Januar 2020 16:00 Uhr | Strafen: 1× 4×        | Spielbericht \| Spielstatistik | Strafen: 2× 4×         | Malmö Arena, Malmö Zuschauer: 6.026 Schiedsrichter: Načevski/Nikolov |

| 17. Januar 2020 18:15 Uhr | Norwegen               | 36:29                          | Ungarn                            | Malmö Arena, Malmö Zuschauer: 8.078 Schiedsrichter: Pavićević/Ražnatović |
| 17. Januar 2020 18:15 Uhr | meiste Tore: Sagosen 7 | (20:12)                        | meiste Tore: Nagy, Ligetvári je 5 | Malmö Arena, Malmö Zuschauer: 8.078 Schiedsrichter: Pavićević/Ražnatović |
| 17. Januar 2020 18:15 Uhr | Strafen: 3× 4×         | Spielbericht \| Spielstatistik | Strafen: 3× 4× 1×                 | Malmö Arena, Malmö Zuschauer: 8.078 Schiedsrichter: Pavićević/Ražnatović |

| 17. Januar 2020 20:30 Uhr | Portugal                                   | 35:25                          | Schweden                              | Malmö Arena, Malmö Zuschauer: 10.135 Schiedsrichter: Gubica/Milošević |
| 17. Januar 2020 20:30 Uhr | meiste Tore: Ferraz, Silva, Magalhães je 6 | (15:12)                        | meiste Tore: Pettersson, Nilsson je 4 | Malmö Arena, Malmö Zuschauer: 10.135 Schiedsrichter: Gubica/Milošević |
| 17. Januar 2020 20:30 Uhr | Strafen: 1× 5×                             | Spielbericht \| Spielstatistik | Strafen: 1× 2×                        | Malmö Arena, Malmö Zuschauer: 10.135 Schiedsrichter: Gubica/Milošević |

| 19. Januar 2020 14:00 Uhr | Portugal                        | 25:28                          | Island                  | Malmö Arena, Malmö Zuschauer: 6.199 Schiedsrichter: Horáček / Novotný |
| 19. Januar 2020 14:00 Uhr | meiste Tore: Soares, Areia je 4 | (12:14)                        | meiste Tore: Smárason 8 | Malmö Arena, Malmö Zuschauer: 6.199 Schiedsrichter: Horáček / Novotný |
| 19. Januar 2020 14:00 Uhr | Strafen: 2× 4×                  | Spielbericht \| Spielstatistik | Strafen: 3× 4×          | Malmö Arena, Malmö Zuschauer: 6.199 Schiedsrichter: Horáček / Novotný |

| 19. Januar 2020 16:15 Uhr | Slowenien              | 28:29                          | Ungarn                 | Malmö Arena, Malmö Zuschauer: 8.304 Schiedsrichter: López / Ramírez |
| 19. Januar 2020 16:15 Uhr | meiste Tore: Dolenec 8 | (16:13)                        | meiste Tore: Bánhidi 9 | Malmö Arena, Malmö Zuschauer: 8.304 Schiedsrichter: López / Ramírez |
| 19. Januar 2020 16:15 Uhr | Strafen: 2× 5×         | Spielbericht \| Spielstatistik | Strafen: 2× 5×         | Malmö Arena, Malmö Zuschauer: 8.304 Schiedsrichter: López / Ramírez |

| 19. Januar 2020 18:30 Uhr | Norwegen               | 23:20                          | Schweden              | Malmö Arena, Malmö Zuschauer: 10.141 Schiedsrichter: Geipel / Helbig |
| 19. Januar 2020 18:30 Uhr | meiste Tore: Sagosen 8 | (12:8)                         | meiste Tore: Pellas 5 | Malmö Arena, Malmö Zuschauer: 10.141 Schiedsrichter: Geipel / Helbig |
| 19. Januar 2020 18:30 Uhr | Strafen: 2× 5×         | Spielbericht \| Spielstatistik | Strafen: 2× 1×        | Malmö Arena, Malmö Zuschauer: 10.141 Schiedsrichter: Geipel / Helbig |

| 21. Januar 2020 16:00 Uhr | Portugal             | 24:29                          | Slowenien           | Malmö Arena, Malmö Zuschauer: 3.001 Schiedsrichter: Gjeding/Hansen |
| 21. Januar 2020 16:00 Uhr | meiste Tore: Gomes 6 | (15:14)                        | meiste Tore: Janc 7 | Malmö Arena, Malmö Zuschauer: 3.001 Schiedsrichter: Gjeding/Hansen |
| 21. Januar 2020 16:00 Uhr | Strafen: 1× 5×       | Spielbericht \| Spielstatistik | Strafen: 2× 4×      | Malmö Arena, Malmö Zuschauer: 3.001 Schiedsrichter: Gjeding/Hansen |

| 21. Januar 2020 18:15 Uhr | Norwegen               | 31:28                          | Island                     | Malmö Arena, Malmö Zuschauer: 4.725 Schiedsrichter: López/Ramírez |
| 21. Januar 2020 18:15 Uhr | meiste Tore: Sagosen 9 | (19:12)                        | meiste Tore: Guðmundsson 6 | Malmö Arena, Malmö Zuschauer: 4.725 Schiedsrichter: López/Ramírez |
| 21. Januar 2020 18:15 Uhr | Strafen: 2× 6×         | Spielbericht \| Spielstatistik | Strafen: 1× 4×             | Malmö Arena, Malmö Zuschauer: 4.725 Schiedsrichter: López/Ramírez |

| 21. Januar 2020 20:30 Uhr | Ungarn               | 18:24                          | Schweden                               | Malmö Arena, Malmö Zuschauer: 6.977 Schiedsrichter: Horáček/Novotný |
| 21. Januar 2020 20:30 Uhr | meiste Tore: Szita 4 | (9:10)                         | meiste Tore: Pellas, Gottfridsson je 5 | Malmö Arena, Malmö Zuschauer: 6.977 Schiedsrichter: Horáček/Novotný |
| 21. Januar 2020 20:30 Uhr | Strafen: 3×          | Spielbericht \| Spielstatistik | Strafen: 1×                            | Malmö Arena, Malmö Zuschauer: 6.977 Schiedsrichter: Horáček/Novotný |

| 22. Januar 2020 16:00 Uhr | Portugal               | 34:26                          | Ungarn                       | Malmö Arena, Malmö Zuschauer: 2.930 Schiedsrichter: Geipel / Helbig |
| 22. Januar 2020 16:00 Uhr | meiste Tore: Moreira 7 | (16:14)                        | meiste Tore: Balogh, Bánhidi | Malmö Arena, Malmö Zuschauer: 2.930 Schiedsrichter: Geipel / Helbig |
| 22. Januar 2020 16:00 Uhr | Strafen: 3×            | Spielbericht \| Spielstatistik | Strafen: 2×                  | Malmö Arena, Malmö Zuschauer: 2.930 Schiedsrichter: Geipel / Helbig |

| 22. Januar 2020 18:15 Uhr | Norwegen                 | 33:30                          | Slowenien                       | Malmö Arena, Malmö Zuschauer: 4.824 Schiedsrichter: Pichon / Reveret |
| 22. Januar 2020 18:15 Uhr | meiste Tore: Gulliksen 7 | (14:13)                        | meiste Tore: Cehte, Kodrin je 5 | Malmö Arena, Malmö Zuschauer: 4.824 Schiedsrichter: Pichon / Reveret |
| 22. Januar 2020 18:15 Uhr | Strafen: 1× 3×           | Spielbericht \| Spielstatistik | Strafen: 1× 3×                  | Malmö Arena, Malmö Zuschauer: 4.824 Schiedsrichter: Pichon / Reveret |

| 22. Januar 2020 20:30 Uhr | Island                                  | 25:32                          | Schweden               | Malmö Arena, Malmö Zuschauer: 7.153 Schiedsrichter: Gubica / Milošević |
| 22. Januar 2020 20:30 Uhr | meiste Tore: Kristjánsson, Elísson je 5 | (11:18)                        | meiste Tore: Nilsson 7 | Malmö Arena, Malmö Zuschauer: 7.153 Schiedsrichter: Gubica / Milošević |
| 22. Januar 2020 20:30 Uhr | Strafen: 2×                             | Spielbericht \| Spielstatistik | Strafen: 1× 4×         | Malmö Arena, Malmö Zuschauer: 7.153 Schiedsrichter: Gubica / Milošević |

## Finalspiele

### Halbfinale
| 24. Januar 2020 18:00 Uhr | Norwegen                | 28:29 n. 2. V.                 | Kroatien               | Tele2 Arena, Stockholm Zuschauer: 16.573 Schiedsrichter: López/Ramírez |
| 24. Januar 2020 18:00 Uhr | meiste Tore: Sagosen 10 | (10:12), (23:23), (26:26)      | meiste Tore: Duvnjak 8 | Tele2 Arena, Stockholm Zuschauer: 16.573 Schiedsrichter: López/Ramírez |
| 24. Januar 2020 18:00 Uhr | Strafen: 3× 4×          | Spielbericht \| Spielstatistik | Strafen: 2× 6×         | Tele2 Arena, Stockholm Zuschauer: 16.573 Schiedsrichter: López/Ramírez |

| 24. Januar 2020 20:30 Uhr | Spanien                                         | 34:32                          | Slowenien              | Tele2 Arena, Stockholm Zuschauer: 16.573 Schiedsrichter: Horáček / Novotný |
| 24. Januar 2020 20:30 Uhr | meiste Tore: Pérez, Entrerríos, Dujshebaev je 6 | (20:15)                        | meiste Tore: Dolenec 7 | Tele2 Arena, Stockholm Zuschauer: 16.573 Schiedsrichter: Horáček / Novotný |
| 24. Januar 2020 20:30 Uhr | Strafen: 3×                                     | Spielbericht \| Spielstatistik | Strafen: 2× 4×         | Tele2 Arena, Stockholm Zuschauer: 16.573 Schiedsrichter: Horáček / Novotný |

### Spiel um Platz 5
| 25. Januar 2020 16:00 Uhr | Deutschland         | 29:27                          | Portugal                         | Tele2 Arena, Stockholm Zuschauer: 7.710 Schiedsrichter: Kurtagic/Wetterwik |
| 25. Januar 2020 16:00 Uhr | meiste Tore: Kühn 6 | (14:13)                        | meiste Tore: Ferraz, Borges je 4 | Tele2 Arena, Stockholm Zuschauer: 7.710 Schiedsrichter: Kurtagic/Wetterwik |
| 25. Januar 2020 16:00 Uhr | Strafen: 1× 3×      | Spielbericht \| Spielstatistik | Strafen: 1× 4×                   | Tele2 Arena, Stockholm Zuschauer: 7.710 Schiedsrichter: Kurtagic/Wetterwik |

### Spiel um Platz 3
| 25. Januar 2020 18:30 Uhr | Slowenien             | 20:28                          | Norwegen              | Tele2 Arena, Stockholm Zuschauer: 13.094 Schiedsrichter: Geipel/Helbig |
| 25. Januar 2020 18:30 Uhr | meiste Tore: Bombač 5 | (9:12)                         | meiste Tore: Jøndal 7 | Tele2 Arena, Stockholm Zuschauer: 13.094 Schiedsrichter: Geipel/Helbig |
| 25. Januar 2020 18:30 Uhr | Strafen: 3× 4×        | Spielbericht \| Spielstatistik | Strafen: 1× 5×        | Tele2 Arena, Stockholm Zuschauer: 13.094 Schiedsrichter: Geipel/Helbig |

### Finale
| 26. Januar 2020 16:30 Uhr | Spanien              | 22:20                          | Kroatien               | Tele2 Arena, Stockholm Zuschauer: 17.769 Schiedsrichter: Načevski/Nikolov |
| 26. Januar 2020 16:30 Uhr | meiste Tore: Gómez 5 | (12:11)                        | meiste Tore: Duvnjak 5 | Tele2 Arena, Stockholm Zuschauer: 17.769 Schiedsrichter: Načevski/Nikolov |
| 26. Januar 2020 16:30 Uhr | Strafen: 2×          | Spielbericht \| Spielstatistik | Strafen: 2×            | Tele2 Arena, Stockholm Zuschauer: 17.769 Schiedsrichter: Načevski/Nikolov |

## Abschlussplatzierung
| Rang   | Team                    | Sp. | S | U | N | Tore    | Diff. | Diff. |
| ------ | ----------------------- | --- | - | - | - | ------- | ----- | ----- |
| Gold   | Spanien                 | 9   | 8 | 1 | 0 | 278:226 | +52   | +52   |
| Silber | Kroatien                | 9   | 7 | 1 | 1 | 227:205 | +22   | +22   |
| Bronze | Norwegen                | 9   | 8 | 0 | 1 | 273:236 | +37   | +37   |
| 4.     | Slowenien               | 9   | 5 | 0 | 4 | 245:242 | +3    | +3    |
| 5.     | Deutschland             | 8   | 6 | 0 | 2 | 232:202 | +30   | +30   |
| 6.     | Portugal                | 8   | 4 | 0 | 4 | 228:220 | +8    | +8    |
| Rang   | Team                    | Sp. | S | U | N | Tore    | Diff. | P     |
| 7.     | Schweden                | 7   | 4 | 0 | 3 | 182:169 | +13   | 8     |
| 8.     | Österreich              | 7   | 3 | 1 | 3 | 205:214 | 0−9   | 7     |
| 9.     | Ungarn                  | 7   | 3 | 1 | 3 | 176:189 | −13   | 7     |
| 10.    | Belarus                 | 7   | 3 | 1 | 3 | 209:217 | 0−8   | 7     |
| 11.    | Island                  | 7   | 3 | 0 | 4 | 191:195 | 0−4   | 6     |
| 12.    | Tschechien              | 7   | 2 | 0 | 5 | 172:183 | −11   | 4     |
|        |                         |     |   |   |   |         |       |       |
| 13.    | Dänemark                | 3   | 1 | 1 | 1 | 85:83   | 0+2   | 3     |
| 14.    | Frankreich              | 3   | 1 | 0 | 2 | 82:79   | 0+3   | 2     |
| 15.    | Nordmazedonien          | 3   | 1 | 0 | 2 | 79:84   | 0−5   | 2     |
| 16.    | Schweiz                 | 3   | 1 | 0 | 2 | 77:87   | −10   | 2     |
| 17.    | Niederlande             | 3   | 1 | 0 | 2 | 80:94   | −14   | 2     |
| 18.    | Montenegro              | 3   | 1 | 0 | 2 | 70:84   | −14   | 2     |
| 19.    | Ukraine                 | 3   | 0 | 0 | 3 | 74:83   | 0−9   | 0     |
| 20.    | Serbien                 | 3   | 0 | 0 | 3 | 72:81   | 0−9   | 0     |
| 21.    | Polen                   | 3   | 0 | 0 | 3 | 73:85   | −12   | 0     |
| 22.    | Russland                | 3   | 0 | 0 | 3 | 76:91   | −15   | 0     |
| 23.    | Bosnien und Herzegowina | 3   | 0 | 0 | 3 | 73:90   | −17   | 0     |
| 24.    | Lettland                | 3   | 0 | 0 | 3 | 73:93   | −20   | 0     |

- Spanien qualifizierte sich als Europameister direkt für die Olympischen Spiele im Sommer in Tokio. Weltmeister Dänemark hat sich ebenfalls direkt für die Olympischen Spiele qualifiziert.
- Die vier Halbfinalisten Norwegen, Spanien, Slowenien und Kroatien haben sich für die Weltmeisterschaft 2021 qualifiziert.
- Da Norwegen, Frankreich, Deutschland, Schweden, Kroatien und Spanien den 2. bis 7. Platz bei der Weltmeisterschaft 2019 erreichten, waren sie schon im Voraus für die  Qualifikationsturniere zu den Olympischen Spielen qualifiziert. Daher gingen die zusätzlichen Startplätze für die Qualifikationsturniere an Slowenien und Portugal als bestplatzierte Teams, die sich noch nicht qualifiziert hatten.
- Die Platzierung der Plätze 1 bis 6 ergibt sich aus dem Ergebnis des jeweiligen Platzierungsspieles.
- Platz 7 und 8 wird den beiden viertplatzierten Mannschaften, Platz 9 und 10 den beiden fünftplatzierten Mannschaften und Platz 11 und 12 den beiden sechstplatzierten Mannschaften aus der Hauptgruppe zugeordnet.

Die Mannschaft mit der höheren Punktzahl ist besser platziert. Sollten beide Mannschaften die gleiche Punktzahl haben, wird die Rangfolge wie folgt ermittelt:
- höhere Tordifferenz in allen Gruppenspielen
- höhere Anzahl der geworfenen Tore in allen Gruppenspielen
- höchste Mannschaft, gegen welche die Mannschaft in der Vorrunde nach der endgültigen Rangliste der EHF EURO gespielt hat

- Die Plätze 13 bis 18 werden den sechs drittplatzierten Mannschaften und Platz 19 bis 24 den sechs viertplatzierten Mannschaften aus der Vorrunde zugeordnet.

Die Mannschaft mit der höheren Punktzahl ist besser platziert. Sollten Mannschaften die gleiche Punktzahl haben, wird die Rangfolge wie folgt ermittelt:
- höhere Tordifferenz in allen Gruppenspielen
- höhere Anzahl der geworfenen Tore in allen Gruppenspielen
- höchste Mannschaft, gegen welche die Mannschaft in der Vorrunde nach der endgültigen Rangliste der EHF EURO gespielt hat
- das Los

## All-Star-Team
Vor dem Endspiel wurden die nachfolgenden Spieler für ihre Leistungen ausgezeichnet und in das All-Star-Team gewählt.

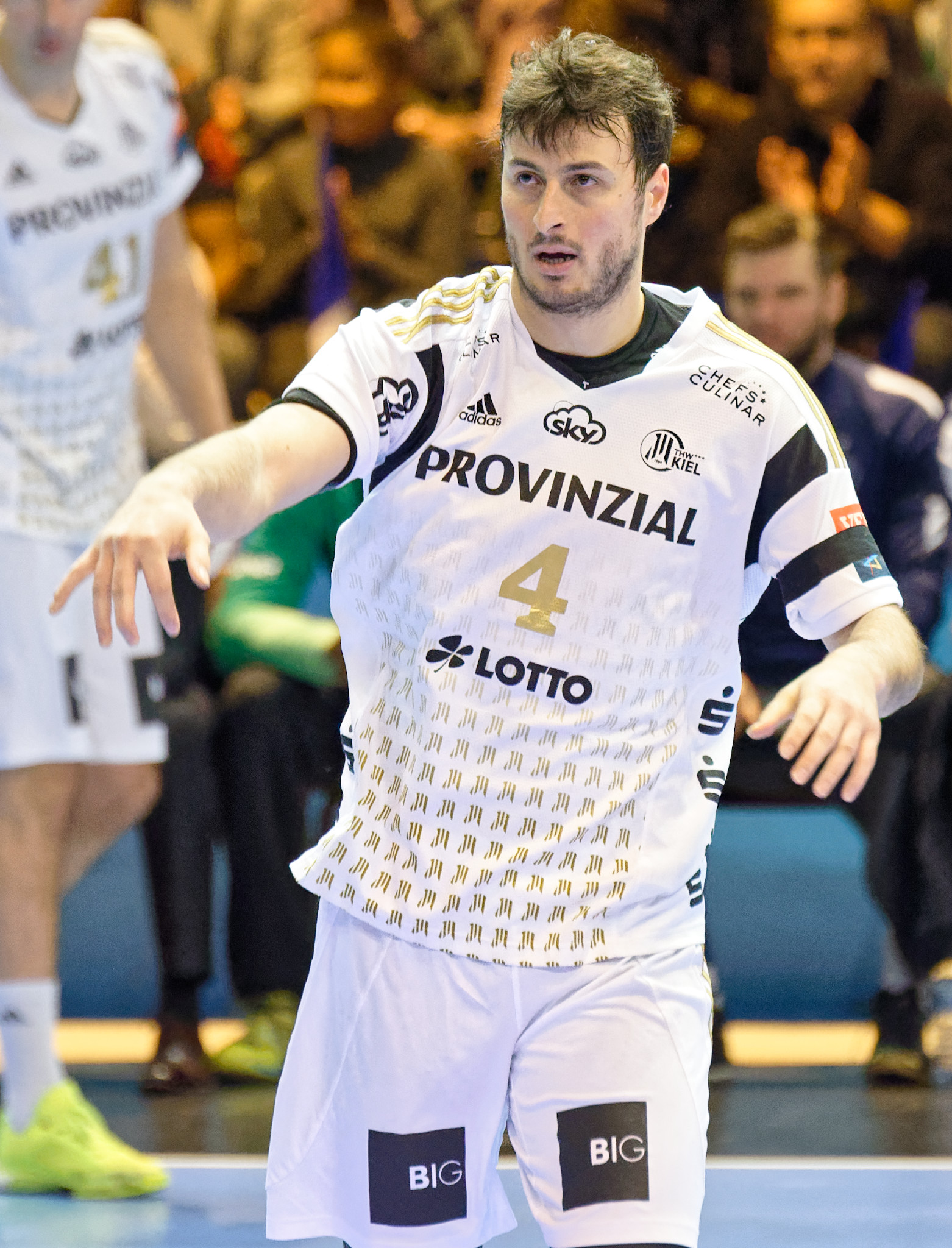
Domagoj Duvnjak, wertvollster Spieler
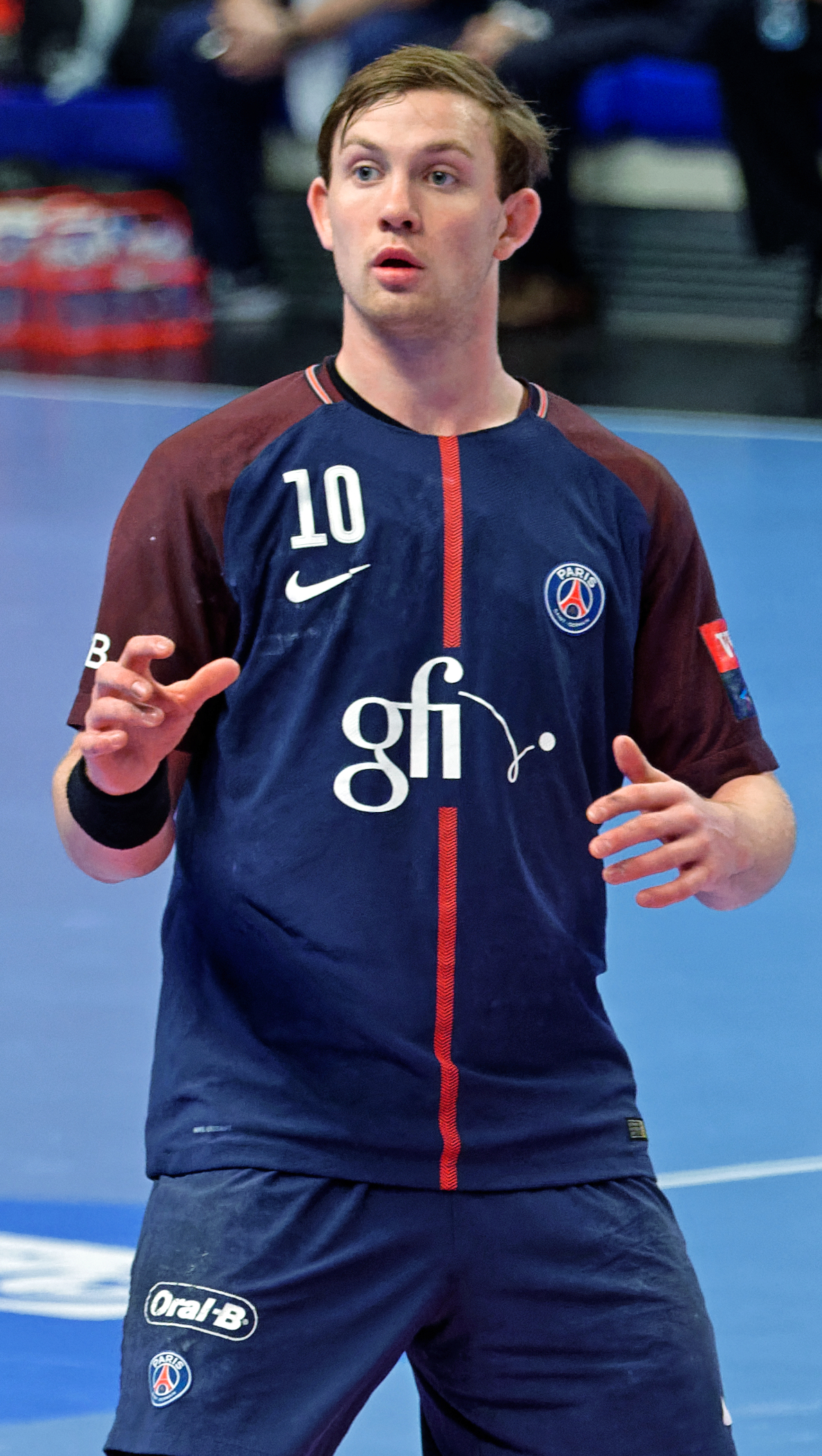
Sander Sagosen, bester linker Rückraumspieler
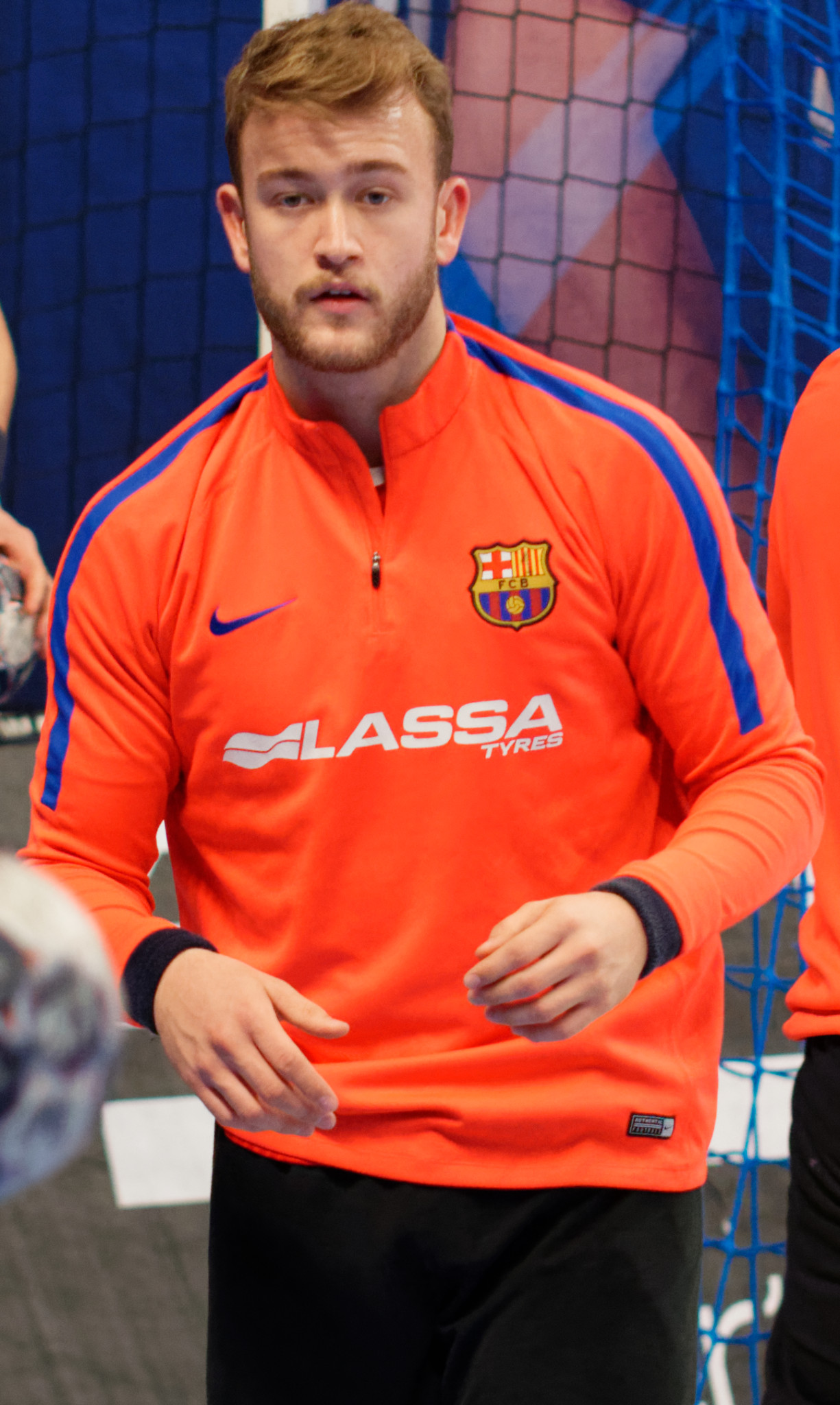
Gonzalo Pérez de Vargas, bester Torhüter

| Position                   | Name                    | Land        |
| -------------------------- | ----------------------- | ----------- |
| Wertvollster Spieler (MVP) | Domagoj Duvnjak         | Kroatien    |
| Tor                        | Gonzalo Pérez de Vargas | Spanien     |
| Linksaußen                 | Magnus Jøndal           | Norwegen    |
| Rückraum links             | Sander Sagosen          | Norwegen    |
| Rückraum Mitte             | Igor Karačić            | Kroatien    |
| Rückraum rechts            | Jorge Maqueda           | Spanien     |
| Rechtsaußen                | Blaž Janc               | Slowenien   |
| Kreis                      | Bence Bánhidi           | Ungarn      |
| Bester Abwehrspieler       | Hendrik Pekeler         | Deutschland |

## Statistiken

### Torschützenliste
| Rang                                             | Spieler               | Tore | Würfe | Quote | 7-m-Tore | 7-m-Würfe | Spiele |
| ------------------------------------------------ | --------------------- | ---- | ----- | ----- | -------- | --------- | ------ |
| 1                                                | Sander Sagosen        | 65   | 104   | 63 %  | 14       | 19        | 9      |
| 2                                                | Mikita Wajlupau       | 47   | 63    | 75 %  | 20       | 25        | 7      |
| 3                                                | Nikola Bilyk          | 46   | 64    | 72 %  |          |           | 7      |
| 4                                                | Jure Dolenec          | 42   | 66    | 64 %  | 10       | 14        | 9      |
| 5                                                | Arsjom Karaljok       | 37   | 50    | 74 %  |          |           | 7      |
| 5                                                | Ondřej Zdráhala       | 37   | 59    | 63 %  | 14       | 18        | 7      |
| 7                                                | Alex Dujshebaev       | 36   | 58    | 62 %  |          |           | 9      |
| 7                                                | Domagoj Duvnjak       | 36   | 54    | 67 %  | 9        | 10        | 9      |
| 7                                                | Magnus Jøndal         | 36   | 50    | 72 %  | 10       | 16        | 9      |
| 10                                               | Igor Karačić          | 35   | 61    | 57 %  | 0        | 2         | 9      |
| 10                                               | Robert Weber          | 35   | 48    | 73 %  | 10       | 12        | 7      |
| 12                                               | Janko Božović         | 34   | 60    | 57 %  |          |           | 7      |
| 13                                               | Ángel Fernández Pérez | 33   | 39    | 85 %  |          |           | 8      |
| 14                                               | Bence Bánhidi         | 32   | 42    | 76 %  |          |           | 7      |
| 14                                               | Jorge Maqueda         | 32   | 52    | 62 %  |          |           | 9      |
| Quelle: sportsresult.com, Stand: 26. Januar 2020 |                       |      |       |       |          |           |        |

### Torhüter
| Rang                                             | Spieler                 | Quote | Paraden | Würfe | Spiele |
| ------------------------------------------------ | ----------------------- | ----- | ------- | ----- | ------ |
| 1                                                | Nebojša Grahovac        | 40 %  | 12      | 30    | 3      |
| 2                                                | Johannes Bitter         | 35 %  | 43      | 123   | 8      |
| 2                                                | Niklas Landin Jacobsen  | 35 %  | 34      | 98    | 3      |
| 4                                                | Torbjørn Bergerud       | 34 %  | 90      | 265   | 9      |
| 4                                                | Andreas Palicka         | 34 %  | 44      | 128   | 7      |
| 6                                                | Mikael Appelgren        | 33 %  | 39      | 117   | 7      |
| 6                                                | Gonzalo Pérez de Vargas | 33 %  | 66      | 199   | 9      |
| 8                                                | Rodrigo Corrales        | 32 %  | 41      | 130   | 9      |
| 8                                                | Klemen Ferlin           | 32 %  | 86      | 272   | 9      |
| 10                                               | Vincent Gérard          | 31 %  | 24      | 77    | 3      |
| 10                                               | Adam Morawski           | 31 %  | 26      | 83    | 3      |
| 10                                               | Alfredo Quintana Bravo  | 31 %  | 72      | 231   | 7      |
| 10                                               | Nebojša Simić           | 31 %  | 32      | 103   | 7      |
| Quelle: sportsresult.com, Stand: 26. Januar 2020 |                         |       |         |       |        |

### Fair-Play
| Platz | Team                    | Spiele | Disqualifikation | Disqualifikation |           |       | Punkte | Punkte |
| Platz | Team                    | Spiele |                  |                  | pro Spiel | Summe |        |        |
| --- | ----------------------- | ------ | ---------------- | ---------------- | --------- | ----- | ------ | ------ |
| 1. | Schweden                | 7      |                  |                  | 19        | 8     | 06,6   | 46     |
| 2. | Russland                | 3      |                  |                  | 07        | 8     | 07,3   | 22     |
| 2. | Schweiz                 | 3      |                  |                  | 09        | 4     | 07,3   | 22     |
| 4. | Nordmazedonien          | 3      |                  |                  | 09        | 5     | 07,7   | 23     |
| 5. | Spanien                 | 9      | 2                |                  | 26        | 9     | 07,9   | 71     |
| 6. | Dänemark                | 3      | 1                |                  | 07        | 5     | 08,0   | 24     |
| 7. | Frankreich              | 3      |                  |                  | 10        | 5     | 08,3   | 25     |
| 7. | Serbien                 | 3      |                  |                  | 11        | 3     | 08,3   | 25     |
| 9. | Island                  | 7      |                  |                  | 24        | 13    | 08,7   | 61     |
| 10. | Kroatien                | 9      |                  |                  | 32        | 16    | 08,9   | 80     |
| 11. | Bosnien und Herzegowina | 3      |                  |                  | 10        | 7     | 09,0   | 27     |
| 12. | Polen                   | 3      |                  |                  | 12        | 4     | 09,3   | 28     |
| 12. | Slowenien               | 9      |                  |                  | 34        | 16    | 09,3   | 73     |
| 14. | Österreich              | 7      | 1                |                  | 27        | 9     | 09,7   | 68     |
| 15. | Ungarn                  | 7      | 1                |                  | 25        | 14    | 09,9   | 69     |
| 16. | Portugal                | 8      |                  |                  | 34        | 12    | 10,0   | 80     |
| 17. | Lettland                | 3      |                  |                  | 14        | 3     | 10,3   | 31     |
| 18. | Norwegen                | 9      |                  |                  | 38        | 19    | 10,6   | 95     |
| 19. | Tschechien              | 7      |                  |                  | 35        | 6     | 10,9   | 76     |
| 20. | Belarus                 | 7      |                  |                  | 34        | 10    | 11,1   | 78     |
| 21. | Ukraine                 | 3      |                  |                  | 16        | 2     | 11,3   | 34     |
| 22. | Deutschland             | 8      | 1                |                  | 39        | 13    | 12,0   | 96     |
| 23. | Montenegro              | 3      |                  |                  | 16        | 6     | 12,7   | 38     |
| 24. | Niederlande             | 3      | 1                |                  | 17        | 5     | 14,7   | 44     |
| = 1 Punkt, = 2 Punkte, = 5 Punkte (Die wird bei der EHF als Rote Karte geführt, bitte aber bei Vergabe zusätzlich eintragen) |                         |        |                  |                  |           |       |        |        |
| Quelle: sportsresult.com, Stand: 26. Januar 2020                                                                             |                         |        |                  |                  |           |       |        |        |

## Schiedsrichter
Da die Europameisterschaft 2020 auf 24 Teams aufgestockt wurde und erstmals in drei Ländern ausgetragen wurde, führte die EHF ein neues System ein, um die Belastung der Schiedsrichter zu verteilen. Insgesamt kamen 18 Gespanne in der Vorrunde zum Einsatz, die in Graz, Wien, Trondheim, Malmö und Göteborg gespielt wurde. Elf dieser 18 Gespanne kamen ausschließlich in der Vorrunde zum Einsatz. Die sieben weiteren wurden sowohl in der Vorrunde als auch in der Hauptrunde eingesetzt. Des Weiteren kaen zum Start der Hauptrunde fünf weitere Schiedsrichterpaare dazu.
Welche Gespanne am Finalwochenende zum Einsatz kamen, wird im Verlauf des Turniers festgelegt.
Am 27. Dezember 2019 gab die EHF bekannt, dass das Gespann Nikolić/Stojković nicht am Turnier teilnehmen kann. Nenad Nikolić hatte sich letzten Oktober eine Verletzung zugezogen. Die Verletzung war anders als prognostiziert nicht verheilt, sodass eine rechtzeitige Vorbereitung nicht möglich war. Ersetzt wurde das serbische Gespann durch die lettischen Schiedsrichter Zigmars Sondors und Renars Licis. Diese wurden ebenfalls ausschließlich in der Vorrunde eingesetzt.
| Land           | Name                                      | Einsätze                    | Einsätze                      | Einsätze             | Einsätze |
| Land           | Name                                      | Vorrunde                    | Hauptrunde                    | Finalspiele          |          |
| -------------- | ----------------------------------------- | --------------------------- | ----------------------------- | -------------------- | -------- |
| Land           | Name                                      | Gruppe/Spiel                | Gruppe/Spiel                  | Finalspiele          |          |
| Dänemark       | Jesper Kirkholm Madsen / Henrik Mortensen | C / ESP – LAT A / MNE – SRB | --                            | --                   |          |
| Dänemark       | Martin Gjeding / Mads Hansen              | --                          | I / ESP – AUT II / POR – SLO  |                      |          |
| Deutschland    | Robert Schulze / Tobias Tönnies           | D / NOR – BIH F / SWE – SLO | --                            | --                   |          |
| Deutschland    | Lars Geipel / Marcus Helbig               | --                          | II / NOR – SWE II / POR – HUN | Platz 3 SLO – NOR    |          |
| Frankreich     | Charlotte Bonaventura / Julie Bonaventura | A / CRO – BLR B / AUT – UKR | --                            | --                   |          |
| Frankreich     | Stevann Pichon / Laurent Reveret          | --                          | I / CRO – AUT II / NOR – SLO  |                      |          |
| Island         | Jónas Elíasson / Anton Gylfi Pálsson      | B / CZE – AUT C / LAT – GER | --                            | --                   |          |
| Kroatien       | Dalibor Jurinović / Marko Mrvica          | E / HUN – RUS D / BIH – FRA | --                            | --                   |          |
| Kroatien       | Matija Gubica / Boris Milošević           | --                          | II / POR – SWE II / ISL – SWE |                      |          |
| Lettland       | Zigmārs Sondors / Renārs Līcis            | D / FRA – POR E / DEN – HUN | --                            | --                   |          |
| Litauen        | Vaidas Mažeika / Mindaugas Gatelis        | D / POR – BIH C / NED – ESP | I / BLR – CZE I / CRO – ESP   |                      |          |
| Montenegro     | Ivan Pavićević / Miloš Ražnatović         | E / DEN – ISL F / SUI – SLO | II / NOR – HUN I / CZE – GER  |                      |          |
| Nordmazedonien | Gjorgji Načevski / Slave Nikolov          | E / ISL – RUS F / POL – SWE | II / SLO – ISL I / AUT – GER  | Finale ESP – CRO     |          |
| Norwegen       | Lars Jørum / Håvard Kleven                | B / MKD – UKR A / MNE – BLR | --                            | --                   |          |
| Österreich     | Radojko Brkić / Andrei Jusufhodžić        | F / SUI – POL E / RUS – DEN | --                            | --                   |          |
| Portugal       | Duarte Santos / Ricardo Fonseca           | A / BLR – SRB B / UKR – CZE | I / CRO – GER I / BLR – ESP   |                      |          |
| Schweden       | Mirza Kurtagic / Mattias Wetterwik        | B / CZE – MKD A / SRB – CRO | I / BLR – GER I / CRO – CZE   | Platz 5 GER – POR    |          |
| Schweiz        | Arthur Brunner / Morad Salah              | A / CRO – MNE C / ESP – GER | I / ESP – CZE I / BLR – AUT   |                      |          |
| Slowakei       | Michal Baďura / Jaroslav Ondogrecula      | C / LAT – NED D / POR – NOR | --                            | --                   |          |
| Slowenien      | Bojan Lah / David Sok                     | C / GER – NED B / AUT – MKD | --                            | --                   |          |
| Spanien        | Andreu Marín / Ignacio García Serradilla  | F / SWE – SUI E / ISL – HUN | --                            | --                   |          |
| Spanien        | Óscar Raluy López / Ángel Sabroso Ramírez | --                          | II / SLO – HUN II / NOR – ISL | Halbfinale NOR – CRO |          |
| Tschechien     | Václav Horáček / Jiří Novotný             | F / SLO – POL D / FRA – NOR | II / POR – ISL II / HUN – SWE | Halbfinale ESP – SLO |          |

## Übertragungsrechte
Die DOSB New Media GmbH, Betreiber von Sportdeutschland.TV, sicherte sich die Übertragungsrechte für alle Partien. Sie wurden live und on demand gezeigt. Eurosport übertrug von der EM 2020 insgesamt 16 Spiele ohne deutsche Beteiligung live im Free TV bei Eurosport 1. Die öffentlich-rechtlichen Sender ARD und ZDF übertrugen alle Spiele der DHB-Mannschaft im Fernsehen. In Österreich wurden rund 30 Spiele live auf ORF SPORT + und in der ORF-TVThek, sowie die ersten zwei Spiele mit österreichischer Beteiligung live auf ORF 1 gezeigt. In der Schweiz wurden zwei Spiele von SRF zwei und acht von TV24 live übertragen.

### Einschaltquoten
Einschaltquoten der Übertragung der deutschen Handballnationalmannschaft durch Das Erste und ZDF.
| Spiel | Datum         | Uhrzeit | Sender    | Zuschauer | Zuschauer       | Marktanteil | Marktanteil     | Quelle |
| Spiel | Datum         | Uhrzeit | Sender    | Gesamt    | 14 bis 49 Jahre | Gesamt      | 14 bis 49 Jahre | Quelle |
| ----- | ------------- | ------- | --------- | --------- | --------------- | ----------- | --------------- | ------ |
| V1    | 9. Jan. 2020  | 18:15   | ZDF       | 5,15 Mio. | 0,99 Mio.       | 20,7 %      | 16,0 %          | [ 15 ] |
| V2    | 11. Jan. 2020 | 18:15   | Das Erste | 5,55 Mio. | 1,33 Mio.       | 23,8 %      | 23,5 %          | [ 15 ] |
| V3    | 13. Jan. 2020 | 18:15   | ZDF       | 5,40 Mio. |                 | 21,5 %      | 19,9 %          |        |
| H1    | 16. Jan. 2020 | 20:30   | Das Erste | 6,01 Mio. | 1,83 Mio.       | 19,7 %      | 20,3 %          |        |
| H2    | 18. Jan. 2020 | 20:30   | ZDF       | 6,40 Mio. | 2,02 Mio.       | 20,7 %      | 22,8 %          | [ 16 ] |
| H3    | 20. Jan. 2020 | 20:30   | Das Erste | 4,81 Mio. | 1,83 Mio.       | 15,3 %      | 15,2 %          |        |
| H4    | 22. Jan. 2020 | 20:30   | ZDF       | 4,82 Mio. | 1,01 Mio.       | 15,9 %      | 11,1 %          |        |
| SP5   | 25. Jan. 2020 | 16:00   | ARD One   | 1,2 Mio.  |                 | 6,6 %       | 5,3 %           |        |